# Municipio de Holt (condado de Fillmore)
El municipio de Holt (en inglés: Holt Township) es un municipio ubicado en el condado de Fillmore en el estado estadounidense de Minnesota. En el año 2010 tenía una población de 271 habitantes y una densidad poblacional de 3,19 personas por km².

## Geografía
El municipio de Holt se encuentra ubicado en las coordenadas 43°42′6″N 91°53′49″O / 43.70167, -91.89694. Según la Oficina del Censo de los Estados Unidos, el municipio tiene una superficie total de 84.99 km², de la cual 84,59 km² corresponden a tierra firme y (0,48 %) 0,4 km² es agua.

## Demografía
Según el censo de 2010, había 271 personas residiendo en el municipio de Holt. La densidad de población era de 3,19 hab./km². De los 271 habitantes, el municipio de Holt estaba compuesto por el 98,52 % blancos, el 0,37 % eran afroamericanos, el 0,74 % eran asiáticos y el 0,37 % eran de una mezcla de razas. Del total de la población el 0,37 % eran hispanos o latinos de cualquier raza.